# MOS 6507
MOS 6507은 모스 테크놀로지의 8비트 CPU인 MOS 6502의 저가형 버전이다.
6502의 어드레스 핀이 16개인 반면 6507은 13개로 8KB의 메모리를 액세스할 수 있다. 또한 6502는 40핀 DIP인 것에 비해 6507은 외부 인터럽트(IRQ, NMI) 핀을 없애 28핀으로 줄였다.
6507은 아타리 2600과 아타리 8비트 컴퓨터의 810과 1050 드라이브용 디스크 컨트롤러에 사용되었다. 아타리에서는 내부 RAM과 입출력 칩에 할당된 부분을 제외하고 4KB만을 외부 메모리로 사용했다. 대부분의 홈 컴퓨터나 다른 기기에서는 더 많은 메모리를 이용하기 위해 완전한 사양의 6502를 사용하였다. 그리고 ROM과 RAM 메모리의 가격이 떨어지자 6502를 주로 사용하게 되었다.